# بال‌فنجانی نپالی
بال‌فنجانی نپالی (نام علمی: Pnoepyga immaculata) نام یک گونه از سرده بال‌فنجانی‌ها است.